# Sedmerovec
Sedmerovec és un poble i municipi d'Eslovàquia que es troba a la regió de Trenčín.

## Història
La primera menció escrita de la vila es remunta al 1229.

## Demografia
| Godina             | 1994 | 2004   | 2014   | 2024   |
| ------------------ | ---- | ------ | ------ | ------ |
| Nombre de persones | 403  | 410    | 428    | 419    |
| Diferència         |      | +1,73% | +4,39% | −2,10% |

| Godina             | 2023 | 2024   |
| ------------------ | ---- | ------ |
| Nombre de persones | 424  | 419    |
| Diferència         |      | −1,17% |